# Alexander Bogomolov
Alexander Efremovich Bogomolov (1900-1969, Moscú, Unión Soviética) fue un diplomático soviético y embajador en varios países, incluyendo a Francia e Italia.

## Biografía
En la década de 1930, Bogomolov fue profesor asociado y director del departamento de materialismo histórico y dialéctico de la Universidad Estatal de Moscú.
Entre septiembre de 1941 y el 30 de noviembre de 1943, fue embajador soviético ante los gobiernos aliados en el exilio. Entre 1944 y 1950, se desempeñó como embajador de la Unión Soviética en Francia, entre 1952 y 1954 como embajador en Checoslovaquia, y en 1957 fue designado como embajador en Italia.
Bogomolov fue miembro de las delegaciones en las conferencias internacionales de Teherán, Yalta, y Potsdam. También estuvo en el comité para redactar la Declaración Universal de los Derechos Humanos.